# 아스트라이오스

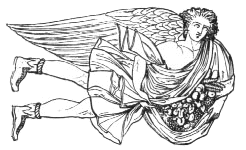

아스트라이오스(Ἀστραῖος, Astraîos)는 그리스 신화의 밤하늘의 신이다. 그 이름은 「별의 남자」의 뜻.
티탄인 크리오스와 폰토스의 딸 에우로비아의 아이로, 파라스, 페르세이스와 형제. 에오스와의 사이에, 서풍의 신 제퓨로스, 북풍의 신 보레아스, 남풍의 신 노트스, 한층 더 샛별 에이오스포로스와 별들을 낳았다. 아포로드로스는 바람과 별을 낳았다고 한다.

## 참고 문헌
- 아포로드로스 「그리스 신화」고우즈 하루시게 역, 이와나미 문고 (1953년)
- 헤시오도스 「신통기」히로카와 요이치 역, 이와나미 문고(1984년)
- 고우즈 하루시게 「그리스・로마 신화 사전」, 이와나미 서점 (1960년)